# 135 mm/45 OTO/Ansaldo Mod. 1937/1938
135 mm/45 OTO/Ansaldo Mod. 1937/1938 — 135-миллиметровое корабельное артиллерийское орудие, разработанное и производившееся в Италии. Состояло на вооружении Королевских ВМС Италии. Предназначалось для вооружение линейных кораблей типа «Андреа Дориа»,  лёгких крейсеров типа «Капитани Романи» и «Этна», а также эскадренных миноносцев типа «Команданти Медалье д’Оро». Считалось одним из лучших морских орудий итальянского флота в период Второй мировой войны.

## Конструкция
135-мм орудие было разработано в противовес 138,6-мм пушке Model 1929 французских контр-миноносцев, в сравнении с которым принятая на итальянских эсминцах 120-мм пушка выглядела слишком слабой. Ствол орудия состоял из внутренней трубы, кожуха и кольца с фиксатором. Затвор горизонтально-клиновой, тормоз отката гидравлический, заряжание раздельно-гильзовое. Теоретически обеспечивалось заряжание при любых допустимых углах возвышения, но при угле более +30° не хватало энергии прибойников, работавших за счёт отдачи, поэтому заряжать орудие можно было только вручную, что резко снижало темп стрельбы. По сравнению со 120-мм орудием разработчики значительно снизили начальную скорость снаряда, с 950 м/с до 825 м/с, что заметно повысило кучность стрельбы и живучесть ствола. Каждое орудие в башенных установках размещалось в собственной люльке и могло быть наведено в вертикальной плоскости, отдельно от других.

## Орудийные установки
Итальянский флот использовал два типа башенных орудийных установок — Mod. 1937 и Mod. 1938. Кроме того, планировалось разместить одиночные щитовые установки на новых эсминцах, но ни один из них не вошёл в строй. Первыми получили новые орудия линкоры типа «Андреа Дориа», проходившие обширную модернизацию в 1937—1940 годах. Хотя их предшественники, линкоры типа «Конте ди Кавур», получили в качестве противоминного калибра 120-мм орудия, высокие характеристики нового 135-мм орудия привели командование флота к мысли о вооружении второй пары модернизируемых линкоров этими пушками. На линкорах 135-мм пушки размещались в четырёх трёхорудийных башнях, расположенных по бортам, рядом с носовой надстройкой. Броневая защита была весьма солидной для второго калибра линкоров и достигала 120 мм. Ввиду этого масса установки достигала 105 тонн. Расстояние между осями орудий составляло лишь 74 см, что приводило к взаимному влиянию спутных струй снарядов и снижало кучность. Боезапас на все 135-мм орудия линкора составлял 1773 снаряда — 572 бронебойных, 873 фугасных, 328 зенитных фугасных.

## Боеприпасы
Орудия стреляли снарядами двух основных типов — бронебойным и фугасным, массой 32,7 кг. Кроме того имелся зенитный фугасный снаряд с временным взрывателем и осветительный снаряд. Вес метательного заряда, заключённого в латунную гильзу,  составлял 8,88 кг. Бронебойный снаряд содержал 1,465 кг взрывчатого вещества, фугасный — 1,8 кг. Бронепробиваемость достигала 17—25 мм брони на дистанции 17 км, 36 мм на дистанции 15 км и 48 мм на дистанции 11 км.